# تور شناور

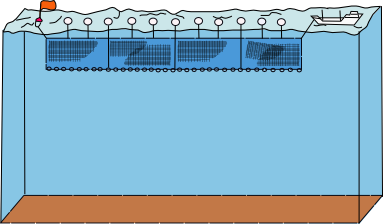
تور شناور.

تور شناور یک تکنیک ماهیگیری است که در آن تورها، که به آنها تور شناور می‌گویند، به صورت عمودی در ستون آب آویزان می‌شوند بدون اینکه به کف آب متصل شوند. تورها توسط شناورهایی که به طنابی در امتداد بالای تور متصل شده‌اند و وزنه‌هایی که به طناب دیگری در امتداد پایین تور متصل شده‌اند، در آب به صورت عمودی نگه داشته می‌شوند. تورهای شناور عموماً بر خواص درهم‌تنیدگی تورهایی که به صورت شل چسبانده شده‌اند، متکی هستند. چین‌های تور شل، بسیار شبیه پرده پنجره، به دم و باله‌های ماهی گیر می‌کنند و در حالی که ماهی برای فرار تقلا می‌کند، آن را در تور شل می‌پیچند. با این حال، اگر ماهی‌ها هنگام گیر کردن آبشش‌هایشان در تور صید شوند، این تورها می‌توانند به عنوان تور آبشش نیز عمل کنند. اندازه تور بسته به ماهی مورد نظر متفاوت است. این تورها معمولاً دسته‌های ماهی‌های دریایی را هدف قرار می‌دهند.
به‌طور سنتی، تورهای ماهیگیری از مواد آلی مانند کنف ساخته می‌شدند که زیست‌تخریب‌پذیر بودند. قبل از سال ۱۹۵۰، تورها معمولاً اندازه چشمه بزرگتری داشتند. تور بزرگتر فقط ماهی‌های بزرگتر را می‌گرفت و به ماهی‌های کوچکتر و جوان‌تر اجازه می‌داد از آن عبور کنند. وقتی ماهیگیری با تور ماهیگیری در دهه ۱۹۵۰ میلادی رواج پیدا کرد، این صنعت به مواد مصنوعی با اندازه چشمه کوچکتر روی آورد. تورهای مصنوعی دوام بیشتری دارند، بی‌بو هستند و ممکن است در آب تقریباً نامرئی باشند و تجزیه بیولوژیکی نمی‌شوند. بیشتر کشورها ماهیگیری با تورهای ماهیگیری را در قلمرو خود تنظیم می‌کنند. چنین ماهیگیری‌هایی اغلب توسط توافق‌نامه‌های بین‌المللی نیز تنظیم می‌شوند.
ماهیگیری با تور ماهیگیری به دلیل مقرون به صرفه بودن، به یک روش ماهیگیری تجاری تبدیل شده است. تورها را می‌توان توسط شناورهای کم‌قدرت نصب کرد که باعث صرفه‌جویی در مصرف سوخت می‌شود. تورهای ماهیگیری بدون باد همچنین در جمع کردن مقدار زیادی ماهی در یک صید مؤثر هستند.
قبل از دهه ۱۹۶۰ اندازه تور محدود نبود و تورهای تولید شده تجاری معمولاً تا ۵۰ کیلومتر (۳۱ مایل). در سال ۱۹۸۷، ایالات متحده قانون «تأثیر، نظارت، ارزیابی و کنترل تورهای ماهیگیری» را تصویب کرد که طول تورهای مورد استفاده در آب‌های آمریکا را به ۱٫۵ مایل دریایی (۱٫۷ مایل؛ ۲٫۸ کیلومتر) مایل دریایی) محدود می‌کرد. . در سال ۱۹۸۹، مجمع عمومی سازمان ملل متحد قانونی را برای ممنوعیت ماهیگیری با تور ماهیگیری وضع کرد. در سال ۱۹۹۲، سازمان ملل متحد استفاده از تورهای ماهیگیری با طول بیش از ۲٫۵ اینچ را ممنوع کرد. کیلومتر در آب‌های بین‌المللی.

## جنجال

### صید ضمنی
هر ماهی که از مسیر تور ماهیگیری در اقیانوس عبور کند، ممکن است در تور گیر بیفتد یا به آن بچسبد. این امر منجر به انقراض یا حتی انقراض گونه‌های ماهی می‌شود. ماهی‌های غیرهدف که در تور گرفتار می‌شوند، صید ضمنی نامیده می‌شوند. در سال ۱۹۹۴، سازمان خواربار و کشاورزی ملل متحد میزان صید ضمنی جهانی را سالانه تا ۲۷ میلیون تن ماهی که توسط شیلات دور ریخته می‌شود، تخمین زد. بسیاری از افراد گونه‌های غیرهدف به عنوان صید ضمنی در پرتاب هر تور ماهیگیری تلف می‌شوند. در نتیجه، بسیاری از این گونه‌ها اکنون در معرض خطر انقراض هستند. گونه‌هایی که به عنوان صید ضمنی صید می‌شوند شامل کوسه‌ها، دلفین‌ها، نهنگ‌ها، لاک‌پشت‌ها، پرندگان دریایی و سایر پستانداران دریایی هستند. از آنجایی که تورها قرار داده می‌شوند و ممکن است تا چند روز قابل برداشتن نباشند، پستاندارانی که از هوا تنفس می‌کنند و در تورها گیر می‌کنند، اگر نتوانند خود را آزاد کنند، غرق می‌شوند. در برخی مناطق، معافیت از اقدامات تنبیهی به دلیل صید ضمنی غیرعمدی پستانداران دریایی، همان‌طور که در قانون حمایت از پستانداران دریایی آمده است، شامل ماهیگیران تجاری نیز می‌شود.
در دهه ۱۹۹۰، ماهیگیری با تورهای ماهیگیری سالانه مسئول ۳۰٬۰۰۰ تن کوسه و ماهی اسکیت در صید ضمنی جهانی بود. غواصان هنگام فیلمبرداری از برنامه «کشتار تصادفی نشنال جئوگرافیک در جزایر کانال کالیفرنیا، جایی که شمشیرماهی‌ها و کوسه‌های مختلف به سمت شمال شنا می‌کنند، کشف کردند که بسیاری از قایق‌های ماهیگیری در آن شب تورهای خود را در آب انداخته‌اند. این تورها هر کدام یک مایل طول و تقریباً ۱۰۰ فوت (۳۰ متر) داشتند. در ارتفاع بالا قرار داده شده تا شمشیرماهی‌ها و کوسه‌های دم‌دراز را هدف قرار دهد. آنها نیمی از طول یک تور را شنا کردند و در آن طول، ۳۲ کوسه آبی مرده در تور و همچنین ۲ کوسه سرچکشی، یک شیر دریایی و یک سفره‌ماهی پیدا کردند که همگی هنگام کشیدن تور به اقیانوس پرتاب شده بودند.
اگرچه ماهیگیری با تورهای ماهیگیری طولانی مدت عامل اصلی صید ضمنی پرندگان دریایی است، اما پرندگان دریایی نیز به تعداد قابل توجهی در تورهای ماهیگیری شناور گرفتار می‌شوند. مطالعات انجام شده بر روی ۳۰ مرکز ماهیگیری کوچک با تورهای ماهیگیری در دریای بالتیک تخمین می‌زند که سالانه ۹۰۰۰۰ پرنده دریایی در تورهای ماهیگیری می‌میرند.
ماهی‌های صید شده به صورت تصادفی یا مرده یا با جراحاتی که ممکن است منجر به مرگ شود، به اقیانوس بازگردانده می‌شوند. اگر حیوانات مرده خورده نشوند، تجزیه می‌شوند، زیرا باکتری‌ها از اکسیژن برای تجزیه مواد آلی استفاده می‌کنند. مقادیر زیادی از مواد مرده که در اقیانوس تجزیه می‌شوند، باعث کاهش سطح اکسیژن محلول در محیط اطراف می‌شوند.

### آسیب‌های زیست‌محیطی
تورهای ماهیگیری شناور که به دلیل طوفان‌های ناشی از جریان‌های شدید، گم شدن تصادفی یا دور انداختن عمدی در دریا گم یا رها می‌شوند، به تورهای ارواح تبدیل می‌شوند. تورهای مصنوعی در برابر پوسیدگی یا خرابی مقاوم هستند، بنابراین تورهای ماهیگیری شبح به‌طور نامحدود در اقیانوس‌ها ماهیگیری می‌کنند. حیوانات دریایی به راحتی در تورهای ارواح گرفتار می‌شوند، همان‌طور که شکارچیانی که حیوانات مرده جذب می‌کنند، به دام می‌افتند. نخ شناور روی تور به آن اجازه می‌دهد تا در جریان آب حرکت کند که باعث آسیب بوم‌شناسی به گیاهان و زیستگاه‌های بستر می‌شود زیرا تورها کف دریا را می‌کشند.
علاوه بر این، آلودگی میکروپلاستیک‌های اقیانوسی عمدتاً ناشی از وسایل ماهیگیری ساخته شده از پلاستیک مانند تورهای ماهیگیری شناور است که در اثر استفاده، گم شدن یا دور انداختن فرسوده می‌شوند.

### ماهیگیری غیرقانونی
بیشتر کشورها بر آب‌های واقع در فاصله ۲۰۰ مایل دریایی از سواحل خود، که منطقه انحصاری اقتصادی نامیده می‌شود و توسط قانون دریاها تعیین شده است، صلاحیت دارند. خارج از این مرزها ، آب‌های بین‌المللی یا دریای آزاد قرار دارند. کشتی‌ها هنگام ماهیگیری در آب‌های بین‌المللی باید از مقررات کشوری که پرچم آن را برافراشته‌اند، پیروی کنند، اما در آب‌های آزاد هیچ نیروی انتظامی وجود ندارد. آب‌های بین‌المللی ۵۰٪ از سطح جهان را تشکیل می‌دهند، با این حال زیستگاه‌هایی با کمترین میزان حفاظت هستند.
کاهش ذخایر ماهی باعث افزایش شیوه‌های غیرقانونی ماهیگیری شده است. صید غیرقانونی، بی‌ضابطه یا گزارش نشده بین ۱۱ تا ۲۶ میلیون تن در سال است که یک چهارم صید جهانی را تشکیل می‌دهد. ماهیگیری غیرقانونی شامل صید ماهی‌های کوچک‌تر از اندازه طبیعی، ماهیگیری در آب‌های بسته، صید ماهی بیشتر از حد مجاز یا ماهیگیری در زمان تعطیلی فصلی آب‌های آزاد می‌شود. ماهیگیری غیرقانونی به دلیل فقدان ضمانت اجرا یا مجازات، امری برجسته است.
با وجود کنترل‌ها، نقض قوانین ماهیگیری با تور شناور امری عادی است. دریای مدیترانه بیشترین بهره‌برداری بیش از حد را دارد. با وجود ۲۱ ایالت مدرن با خط ساحلی در دریا، شیلات‌های زیادی وجود دارند که از یک منطقه کوچک برداشت می‌کنند. وقتی استفاده از تجهیزات تور ماهیگیری ممنوع شد، تولیدکنندگان طراحی تورها را اصلاح کردند تا دیگر مشمول تعریف ممنوعه نشوند. تعریف جدیدی در سال ۲۰۰۷ وضع شد که به این صورت است: «هر تور ماهیگیری که روی سطح دریا یا در فاصله مشخصی زیر آن توسط وسایل شناور نگه داشته می‌شود و با جریان آب، چه به‌طور مستقل و چه با قایقی که به آن متصل است، حرکت می‌کند. این تور ممکن است به وسایلی برای تثبیت تور یا محدود کردن حرکت آن مجهز باشد.»
ماهیگیری با تور ماهیگیری ژاپنی‌ها در اواسط دهه ۱۹۸۰ توجه عموم را به خود جلب کرد، زمانی که ژاپن و دیگر کشورهای آسیایی شروع به اعزام ناوگان‌های بزرگی به اقیانوس آرام شمالی برای صید ماهی تن و ماهی مرکب کردند. ژاپن حدود ۹۰۰ کشتی ماهیگیری با تور ماهیگیری را اداره می‌کرد و سالانه حدود ۳۰۰ میلیون دلار درآمد داشت. آن قایق‌های ماهیگیری نه تنها به خاطر تخریب بی‌رحمانهٔ حیات دریایی، بلکه به خاطر شکار غیرقانونی ماهی سالمون شمال اقیانوس آرام، آسیب رساندن به صنایع ماهیگیری ایالات متحده و کانادا و تهدید شغل ماهیگیرانی که از چنین روش‌هایی استفاده نمی‌کردند، نیز مورد سرزنش قرار گرفتند. دولت بوش پدر با ممنوعیت تورهای ماهیگیری در ایالات متحده مخالفت کرد، زیرا ظاهراً با معاهده‌ای با ژاپن و کانادا در مورد ماهیگیری ماهی سالمون در شمال اقیانوس آرام در تضاد بود.

## سایر کاربردها
از تورهای ماهیگیری همچنین در مطالعات اکولوژیکی برای مطالعهٔ حرکت بی‌مهرگان و ایکتیوپلانکتون‌ها به سمت پایین‌دست رودخانه استفاده می‌شود. تورها در عرض یک نهر کشیده می‌شوند و اجازه داده می‌شود یک شب بمانند و نمونه‌ها را جمع‌آوری کنند. این شبکه‌ها در درک چگونگی عملکرد حوزه‌های آبخیز بسیار مهم هستند. تخمین‌های کمی به‌دست‌آمده از تورهای ماهیگیری که به این روش در رودخانه‌ها استفاده می‌شوند، با توجه به گرفتگی تورها و افت عملکرد ناشی از آن، نیاز به بررسی دقیق دارند.